# Université Saint-Joseph
L'Université Saint-Joseph (Università San Giuseppe) è un ateneo privato francofono sito a Beirut, fondata nel 1875 dai Padri Gesuiti. Raduna 12 facoltà, una scuola e 24 istituti specializzati, ripartiti su 4 campus (Beirut, Sidone, Tripoli e Zahlé). L'USJ conta circa 12.000 studenti, 1500 docenti e circa 500 membri del personale amministrativo.
Il regime di studio è basato sul sistema dei crediti universitario vigente in Europa (ECTS) e l'università ha firmato più di 140 convenzioni inter-universitarie internazionali. Essa è aperta a ogni religione e fede, mira alla promozione della cultura libanese, araba e francofona e promuove il trilinguismo (francese, arabo e inglese).
L'USJ è membro dell'Associazione delle università arabe (AUA), l'Associazione degli istituti gesuiti d'insegnamento superiore in Europa e Libano (ASJEL), l'Agenzia Universitaria della Francofonia (AUF) e dell'Associazione Internazionale delle Università (AIU).
L'attuale Rettore è il professor Salim Daccache.
L'USJ è anche:
- : Istituto di Scienze Politiche di Beirut
- HDF: Hôtel-Dieu de France, Centro ospedaliero universitario
- CUSFC Archiviato il 22 luglio 2011 in Internet Archive.: Centro universitario di salute familiare e comunitaria
- Berytech: primo polo tecnologico del Libano
- http://www.usj.edu.lb/publications/ PUSJ: Casa editrice dell'USJ
- UPT: Università per tutti, Corsi senza rilascio di diploma nei diversi campi
- teatri (Monnot, Beryte), centri e laboratori di ricerca, biblioteche.